# Katarzyna Groniec
Katarzyna Groniec (ur. 22 lutego 1972 w Zabrzu) – polska piosenkarka, członkini Akademii Fonograficznej Związku Producentów Audio-Video.

## Życiorys
Jest córką Ślązaczki. Uczęszczała do szkoły muzycznej, uczyła się w klasie fletu. W 1988 za wykonanie utworu „My Funny Valentine” w duecie z Piotrem Hajdukiem zdobyła główną nagrodę na Festiwalu Młodych Talentów w Poznaniu. Niedługo później za namową Michała Bajora wzięła udział w przesłuchaniach do pierwszej obsady musicalu Metro, do którego ostatecznie została zaangażowała do głównej roli Anki. Brała udział w spektaklach Metra na Broadwayu. Od 1991 przez kilka kolejnych lat współpracowała z Teatrem „Studio Buffo” w Warszawie, występując m.in. w spektaklach: Do grającej szafy grosik wrzuć, Brel. Nie opuszczaj mnie, Grosik 2, Obok nas i Tyle miłości.
W 1997 roku zdobyła Grand Prix i Nagrodę Dziennikarzy na Przeglądzie Piosenki Aktorskiej we Wrocławiu, gdzie rok później wystąpiła ze swoim własnym recitalem. Po prawie dziesięciu latach współpracy odeszła ze Studia Buffo. Grała także w innych teatrach, m.in. w musicalach: Trzy razy Piaf (w Ateneum), Piotruś Pan (w TM „Roma”), Mandarynki i pomarańcze (w Capitolu), Bagdad Cafe (w Polonii) i Nie ma solidarności bez miłości (w Palladium).
Na początku września 2000 wydała debiutancki album studyjny, zatytułowany Mężczyźni, której producentem był Grzegorz Ciechowski. Jej drugą płytą został album pt. Poste restante z 2002.
W 2004 wydała kolejny album studyjny pt. Emigrantka, na którym znalazły się kompozycje Piotra Dziubka oraz aranżacja piosenki z berlińskiego kabaretu Kurta Weilla i Bertolta Brechta. Następnie wydała płytę pt. Przypadki, na której zawarła autorski materiał napisany we współpracy z Piotrem Dziubkiem. Album promowała dwoma singlami: Będę z tobą i Poniedziałek.
W 2008 otrzymała nagrodę im. Aleksandra Bardiniego za wybitne osiągnięcia w piosence aktorskiej, a także wydała dwupłytowy album koncertowy pt. Na żywo. 27 marca 2009 podczas Przeglądu Piosenki Aktorskiej we Wrocławiu zaprezentowała premierowo recital pt. Listy Julii, który jesienią wydała w formie albumu.
W listopadzie 2011 zaprezentowała siódmy album studyjny pt. Pin-up Princess. W 2013 charytatywnie nagrała wraz z wieloma artystami świąteczną piosenkę pt. „Magia Świąt”. W marcu 2014 wydała album pt. Wiszące ogrody, na którym znalazły się jej interpretacje piosenek wykonawców, takich jak m.in. Jacques Brel, Bertolt Brecht i Nick Cave. 29 września na koncercie odbywającym się w ramach festiwalu Pamiętajmy o Osieckiej, zaprezentowała nowy program koncertowy, złożony z piosenek Agnieszki Osieckiej. 18 września 2015 wydała album CD+DVD pt. Zoo z piosenkami Agnieszki Osieckiej.
16 marca 2018 premierę miał jej dziesiąty album studyjny pt. Ach!, za który otrzymała nominację do Fryderyka w kategorii „muzyka poetycka roku”. Płytę promowała singlami „Nie kocham” i „Koko”. W 2023 roku odbyła się premiera jej kolejnego autorskiego albumu Konstelacje, za który otrzymała Fryderyka 2024 w kategorii Piosenka Literacka i Poetycka.
W roku 2023 debiutowała jako autorka. Jej pierwsza książka „Kundle” otrzymała nominację do Nagrody Literackiej Gdynia w kategorii proza, Nagrody Conrada i Nagrody Literackiej im. Witolda Gombrowicza za debiut roku. Kapituła Nagrody Gombrowicza przyznała jej wyróżnienie - rezydencję literacką w Vence.

## Życie prywatne
W czasach licealnych spotykała się z Piotrem Hajdukiem. Jest rozwiedziona z aktorem Olafem Lubaszenką, z którym ma córkę Mariannę.
Obecnie mieszka z drugim mężem w Sopocie. 

## Filmografia
| Rok  | Tytuł                                        | Uwagi                                                                              |
| ---- | -------------------------------------------- | ---------------------------------------------------------------------------------- |
| 1999 | Wrota Europy                                 | jako niewidoma kobieta, reżyseria: Jerzy Wójcik                                    |
| 1999 | LOT 001                                      | reżyseria: Krzysztof Lang                                                          |
| 2000 | Zaduszki narodowe. Sybir ostatnie pożegnanie | jako ona sama, reżyseria: Olgierd Łukaszewicz, Wojciech Staroń, Ignacy Szczepański |
| 2002 | W poszukiwaniu utraconych lat                | jako ona sama, reżyseria: Jan Sosiński                                             |

## Nagrody i wyróżnienia
| Rok  | Kategoria                                                                  | Nagroda                 | Uwagi       |
| ---- | -------------------------------------------------------------------------- | ----------------------- | ----------- |
| 1997 | Grand Prix i Nagroda Dziennikarzy na Festiwalu Piosenki Aktorskiej         |                         | Laur        |
| 2008 | Dyplom mistrzostwa im. Aleksandra Bardiniego                               |                         | Laur        |
| 2012 | Album roku piosenka poetycka (Pin-up Princess)                             | Fryderyki 2012          | Nominacja   |
| 2012 | Najlepsza oprawa graficzna albumu (Pin-up Princess)                        | Fryderyki 2012          | Nominacja   |
| 2024 | Album roku piosenka poetycka i literacka (Konstelacje)                     | Fryderyki 2024          | Laur        |
| 2024 | Nagroda Specjalna im. Gombrowicza - miesięczna rezydencja w Vence (Kundle) | Nagroda im. Gombrowicza | Wyróżnienie |